# 毎日でぶどり
毎日でぶどり（まいにちでぶどり）とは、橋本ナオキによる日本の漫画及びアニメである。ここでは単行本『会社員でぶどり』についても述べる。

## 概要
作者である橋本がTwitter,Instagram,ブログに2018年1月1日からほぼ毎日投稿をしている（2019年10月-2023年12月は土曜日以外、ただし2023年後半は橋本の育児との兼ね合いにより一部不定休。2024年1月以降は月-金）。
主人公のでぶどりと後輩のひよがブラック企業（名称不明）でハゲタカ部長にこき使われる「でぶどり社畜期」、待遇の良い会社に転職した二羽の日常を描く「でぶどりアルバイト期」「でぶどり正社員期」などに分かれている。
内容は主に4話から10話ほどで一つの話になっているものと、一話で完結する短編、「ありがちなこと」シリーズの3種類に分類できる。
登場人物はすべて鳥であり、初期の漫画では「人柄」「人生」といったように「人」の字の入った言葉をそのまま使っているが、次第に「他の鳥」「大勢の鳥たち」といったように「鳥」と置き換えている。
2019年3月、『会社員でぶどり』として書籍化された。

### 誕生の経緯
作者によると、LINEスタンプを始めて作った時に、「『LINEスタンプの人気キャラクターは白くて丸いのが多い』という理由から」、太ったニワトリのキャラクターにしたという。社会風刺系の漫画を描いたときに反響が大きかったことから、自らの会社員時代の経験をもとにしたりして話を作ったとのこと。

## あらすじ

### でぶどり社畜編
でぶどりがブラック企業に入社から10年、ひよが入社してから4年経過していた。でぶどり達は職場の異常さには気づきながらも、なんとなく仕事を続けていた。暫くして、この会社にも働き方改革が訪れる。しかし働き方改革とは名ばかりで残業が禁止になった分、サービス残業が増えるなどの結果となった。これにひよは「本当の働き方改革は自分でやるもの」とブラック企業を退職し、でぶどりの家での共同生活を始める。その後、でぶどりはひよに度々(ひよの発言によると1000回)会社を辞めるために背中を押してもらったのち、なんとか退職を決めることに成功する。

### でぶどり転職活動編
でぶどりは様々な会社の面接を受けるも、なかなか採用されない。「目ぼしい所は落ちまくり、行きたい所は募集していない(要約)」と、でぶどりが言うと、既に転職に成功していたひよは「その行きたい所に電話して入社したい旨を伝えること」を勧める。でぶどりは行きたい会社に電話すると「採用はしないが興味があったら遊びに来て」と会社側から伝えられる。
そして、実際に訪問するとアルバイトとしての入社が決まる。後日、ひよと共に通勤をしていくと同じビルに辿り着く。そこでアルバイト入社したのが、偶然にもひよと同じ株式会社ズメックであったと気付く。

### でぶどりアルバイト編
でぶどりの入社後は、「ピノさん空を飛ぶ編」「ジャックさん後輩と仲良くなりたい編」など、でぶどりとひよのズメックの社員らとの日常が描かれる。「コンペと陰謀と成長編」では、ジャックがコンペに出ようとしていたところをおナスに妨害され参加できなくなってしまい、その代理としてコンペに参加したひよの代理としてでぶどりがスピーチに参加する。カンペを持って来るのを忘れてしまったものの、自身のブラック企業で働いていた経験を元にスピーチを行い、成功を収める。「オーちゃんと正社員編」では、でぶどりがズメから正社員になるための課題として、オーちゃんの悩みを解決することを挙げられる。始めは自力でやろうとしたが挫折、そしてひよたちの助言を受け、オーちゃんには時間をかけてやりたいことを見つけることを提案。
課題の達成はできなかったものの、でぶどりは正社員になることができた。

### でぶどり正社員編
でぶどりは正社員になった少し後に、インターンシップ生としてパロとビルがやってくる。でぶどりはビルを、ピノはパロを担当し、ひよが総括役となる。その後は、社員旅行やズメ社長の入院、ジャックとミシェルの娘のキャロルの誕生など様々なストーリーが描かれている。
ズメックの新卒採用の面接が終わった後、でぶどり、ひよ、ピノ、ジャックの4羽でズメックの新規事業を起こすことになる。休職中のルーク(この時点ではズメとジャックしか顔を知らない)に代わってピノが部長を務める中、若鳥のキャリアサポートを行うこととなる。でぶどり達のブラック企業での経験とピノの会話術が役立ち、順調に事が進むと思われた矢先、経理部からズメックの大型契約が次々と破棄になってしまい、会社の存続が危ぶまれる。そんな中、事情を知ったオオトリが条件は悪いものの仕事を回してくれることになったが、急なことだからと言って条件をよくしてくれる気配はない。そのことについてでぶどりとひよが行きつけのかき氷屋の大将に愚痴をこぼしたところ、周囲の仕事を抑えてその後に条件の悪い仕事を回すというのがオオトリの策略だと大将が明かす。その後大将に励まされたでぶどり達若手の努力もあって消滅した取引が復活し、ルーク(大将)の説得もあってオオトリは非を認めて賠償することに。
その騒動も終わり、インターン期間が終了した後、新入社員としてパロ、ポリー、トールの三羽がズメックに入社。メンターとしてポリーにはひよ、トールにはピノ、パロにはでぶどりがなることになる。

## 登場キャラクター
作者によると登場人物が鳥になったのは作業の手間を減らし、話の展開やセリフを練るのに時間を割きたかったからだという。可愛いだけでは印象に残らないので興味を持ってもらえるよう、「ホワイト企業に勤める黒いカラス」といったようなギャップを大事にしているという。
でぶどり
声 - 橋本ナオキ
できれば毎日寝て過ごしたいニワトリ。一人称は「おれ」。大学卒業後「ダメ就活」のために採用が通らず、合同説明会に行こうとしたところをハゲタカに拾われて後、10年間ブラック企業に勤めていたが、少し前に退職したひよの後押しもあって退職。その後は、一旦短期アルバイトで生計をもたせた後、株式会社ズメックに応募して中途採用された。その際、正社員枠は既に埋まっていた（ひよ）ため、アルバイトとして勤務開始、のちに正社員になる。副業で始めたなんでも屋とズメックとの両立に悩んだ末、ズメックを退職してなんでも屋を本職にし、更に法人化して社長となる。
ブラック企業で働いていた経験か、なんでも屋に対して“えらい社長”がこき使うレベルでの仕事を依頼してきた時は、（高額報酬が期待できる状況であっても）問答無用で追い出して、従業員を守っている。
また、パロと交際しており、現在は同棲している。
好きな食べ物はわかめうどんとカレー。
ひよ
声 - 藤木英史
でぶどりの後輩のひよこ。一人称は「僕」。一羽の姉と、その子ども（甥）のぴよがいる。
ハーバードリ大学を卒業後、海外で起業した友人を手伝った後に、姉に「業績の良くない企業を経験した方が良い」と勧められたため、でぶどりの勤めていた会社に就職。4年間勤務したのち、退職した際、社宅を出て、でぶどりの家で共同生活を開始した。その後、ズメックにでぶどりより先に入社（同じ会社なのは偶然）。ブラック企業で働き始めた時に、同僚にミスを捏造されたのをでぶどりにかばわれて以来、彼のことを慕い、「先輩」と呼んでいる。たびたび訪れる姉に照れ隠しから悪態をつくことも多く、でぶどりからはその態度を「思春期の弟か」と評されている。
でぶどりとパロの同棲が決まったことで、長らく続いた共同生活を解消することとなったが、ひよの入居予定だった新築物件に入居前清掃が入った際に、建物ごと消滅するまで磨き上げられる事態が発生、しかもそれを引っ越し当日に現地で判明。先に送った荷物も所在不明となり、路頭に迷いかけところをでぶどりとパロが通りかかり、2羽の新居に一晩だけと転がり込み、更に2羽の厚意により、消滅した新居が建て直されるまでの間ということで、3羽共同生活をしている。
好きな食べ物は刺身。休日は本を読んで過ごす。

### でぶどりの前職のブラック企業
ハゲタカ部長
声 - 山ちゃん
でぶどりとひよの元上司。一人称は「俺」。長時間働くことが真の労働だと心の底から信じている。部下の手柄を自分の指導のおかげとする、サービス残業を強要するなどの行為が部下から嫌われ、「クソ上司」「ハゲ」などと呼ばれている。最初は部下に優しくしようとしていたが、初めての後輩に侮られたのをきっかけに部下に厳しくするように。その後も部下に優しくするとつけあがると思うようになってだんだんと厳しさが理不尽なものとなり、今に至る。
でぶどりが自分の会社の社長になった頃、当時のブラック企業は倒産。でぶどりのズメック時代の後輩ルッツが転職した先の会社に「経験豊富」と期待されて中途入社、先に入社していたルッツを部下とし、過去と変わらぬ強要を強いており、ルッツからは「クソ上司を越えてもはやクレイジー」と評されている。ただし、現代において規制が強化されており、残業を無制限に強要することはできず、規制が緩かった時代について懐かしんでいた。しかし、その際、ルッツの元先輩であることをつゆ知らず、でぶどりとひよの名前を出して呟いたことにより、ルッツは2羽へ相談し、対策として（最終的にはパロの意見）ハゲタカより更に上の上司に相談して想いを伝えた。それを聞いた上の上司は、他の社員も同様の意見であることを確認した上で、まだ試用期間中だったことから、即刻解雇が決定された。
まるどり
でぶどりたちが退職した年に入社した後輩。ゆとり世代だが、本人たちはそう呼ばれるのを嫌う。会社をやめるかどうかこの会社を退職後ズメックで働くでぶどりとひよに相談をするが、その結果法律や社内規則を片っ端から調べたらいつでも部長に勝てると思うようになり、もう少し会社に残ることを決める。倒産後の動向は不明。

### 株式会社ズメック
ズメ社長→会長
株式会社ズメック社長のスズメ。毎朝会社の前とトイレを掃除している。一人称は「わたし」。寛容な性格だが、不誠実な対応にはとても怒る。自分のやりたいことのために株式会社ズメックを起業。社員に負担をかけるくらいなら自分でやろうとする傾向があり、無理をして倒れ、入院したことがある。
後に社長の座をジャックに譲り、会長となる。
ピノ
声 - 小林葉月
コミュニケーション能力が高く、誰とでもすぐに仲良くなれるペンギン。一人称は「ぼく」。入社3年目のときにでぶどりたちが入社してきたので、でぶどりは後輩にあたるが、ひよが「先輩」と呼ぶのにつられて「でぶどり先輩」と呼んでいる。ペンギンではあるが、でぶどり達の協力により驚いたときに少しだけ飛べるようになった。ペンギンには難しいギターを弾きこなし、ライブも開催している。ペギーによると、ピノは「母親のことがあって気持ちの伝え方として」音楽を始めたという。実の母親は幼いころに亡くなっており、父と継母の鶴に育てられる。実の母親が最期に「ピノにもっと伝えたいことがあった」と言ったのをきっかけとなり、父が伝えたいことを伝えられるように努力した結果、おしゃべりになったという。
ある時、主任への昇進打診をジャックらから受け保留しつつも引き受けるつもりでいたが、直後に宇宙飛行鳥一般公募を見つけて挑戦することを決める。そこでジャックには、宇宙飛行鳥に応募したい、最終的に落選したらその時に改めて主任を考えたいと伝える。それを聞いたジャックからは、宇宙飛行鳥に挑戦するというのならやれば良いが、主任の話は無かったことにするし、もし最終的に宇宙飛行鳥に採用されなかった場合は、戻って来る席は無い（＝再雇用しない）と思うように、と突き放すような通告をされ、背水の陣で試験に臨んでいる。なお、ジャックの厳しい対応は当然愛情の裏返しであり、本試験進出が決まった際、ルークの計らいにより、その真意を知らされ、更に本気になる。
そして、無事合格し訓練を経て、一般宇宙飛行鳥として宇宙へ旅立った。
ジャック
ズメックで元々社外交渉や営業をしていて、現在は2代目社長を務めているクジャク。一人称は相手によって「私」と「俺」などを使い分けている。かつては仕事があまりできなかったが、後に妻となるミシェルに鍛えられ、力を付けた。後輩たちに嫌われたくないからと最初はあまり話せなかったが、ミシェルに送るはずのLINEを間違ってひよに送ったことがきっかけとなり、ひよの助力により次第に話せるようになった。妻が産卵してからは、卵休をミシェルと交互にとることから早く帰ったり休む日が増えている。娘のキャロルが卵から孵化して以降は、少しでも多く娘の顔を見られる時間をとろうとしている。
後にズメより、次期社長の打診を受け、悩みつつも受け入れて社長に就任、強い責任感によるリーダーシップで社員を纏めており、社員からの支持も厚い。
社長になってからも社員との距離感を縮めること、社員から立場を意識しすぎて気を遣われることには、日々悩んでおり、ズメックを辞めてからも普通の友達のように壁なく接してくるでぶどりには、涙が出るほど嬉しがっている。
でぶどり退社後、ズメの弟子というズメック新取締役が社外から招聘されて就任した途端、クーデターを起こされて社長を解任させられ（更にその際、社員達の待遇維持について脅迫され、表向きは自己都合での辞任扱い）、南国で現実逃避をしていた。それを知ったでぶどりはズメから依頼されたこともあってジャックを説得。ズメがズメック設立時に規定していた解任阻止バトルを取締役へ仕掛けて無事勝利し、社長に復職した（取締役達はバトルをしている間に改心し、ジャックの社長としての指示に従うようになったため役職を継続しているが、ジャックが「社員との壁を作りなくないから社長室は使わない」意向を伝えると、自分たちで掃除した社長室を物理的に破壊(不貞腐ているわけではなく、単純に「要らないなら壊せばいい」と純粋に思っている様子)するなどしたが、それ以降はモブ扱いになっている）。
オーちゃん
ズメ、ジャックに次ぐ古参のオオハシ。でぶどりたちとは異なる部署で働いていて、受付から秘書まで、さまざまな仕事を幅広くしている。やりたいことが無いのが悩み。でぶどりのアルバイトから正社員への昇格のための課題も兼ねて社長から悩みを解決してやってほしいと頼まれたでぶどりの助言で、やりたいことを見つけるためにさまざまなことに挑戦するようにしている。娘のパーちゃんを何よりも溺愛している。その後、自分のやりたいことは料理であると結論を出している。
ルーク（大将）
初登場時は、でぶどりの行きつけのスイーツ屋台の大将。最初に登場した当時は本名は明かされていなかった。一人称は「オレ」。オオトリの会社を離れたのち、ズメックに入社。ジャックがズメックに入社した時の面談を務めた。その後「部下に厳しくしすぎて」ズメックから離れ、屋台を始めるように（書類上はズメックを休職扱いだったが、ズメックへの復帰をする気はなかった模様）。その後ジャックらの懇願もあり、ズメックへ復帰することになったが、本人からの強い要望により、一番下の立場からの再入社となった。それでも、経験値は高いので有事の際は、積極的に状況整理や指示を出している。それから時が経って、でぶどり独立後の時点では、ピノの昇進打診の場にて、ズメ、ジャックら取締役陣と思われる「えらい鳥たちの集まり」の一員の中でジャックの隣に座っており、取締役クラスに昇進しているものと思われる。
屋台では新しいことを取り入れるのが得意で、かき氷の種類は、でぶどりがパロを連れて来店した時には68種類となっている（会社員でぶどり3のキャラ紹介では65種類となっている）。ズメックに復帰してからも、ズメ社長の要請もあって、週末だけではあるものの屋台の経営を続けている。
パロ
学生時代にビルとともにズメックのインターンに参加したサクラブンチョウ。話すのが得意で相手にズバズバと言うことも多い。でぶどりのスピーチに感動してズメックへのインターンに参加。インターン期間終了後、改めてズメックに入社した。でぶどりに憧れていて、大将(ルーク)のスイーツ屋台に一緒に行ったことがある。食パンが好きで、疲れた時に、かけられるだけ塩をかけて食べるほか、パンのにおいを嗅いだら気分が高揚して集中力も増すからと、パン屋のアルバイトを副業でしようとしたこともある。
ビル
パロとともにズメックのインターンに参加したハシビロコウ。行動力が大きく、親や先生などに教えてもらったことを広く浅く実践している。経験値が広く浅くなっているので、これと言った武器がなく、それを気にしてインターンを途中でやめようと考えたこともあったが、ひよの助言により元気を取り戻している。その後はズメックの内定を得たが入社を辞退し、親戚の企業(オオトリの会社かどうかは不明)に勤めることにした。オオトリの息子で、会社を継いで業界一の企業にする後継者として期待されていた。
ポリー
パロ、トールとともにズメックに新卒枠で入社したオナガ。やる気はあるが言われたことを重く捉えて落ち込みやすい。いろいろなことが不安の元となってしまうことが悩みで、偶然会ったひよの姉に相談したことがある。尾羽が長く、お辞儀をしたときには前に垂れてくる。尾羽を引きずることで尾羽が汚れないように、毎朝尾羽をワックスで固めているという。飲み会には乗り気で、久しぶりの飲み会で、あと5軒行こうとでぶどり達に提案したことがある。
トール
パロ、ポリーとともにズメックに新卒枠で入社したフクロウ。トールは体が高く伸びることからついたあだ名で、本名はヴィンセルバルト・ウルトフスキー。外国から来た鳥で、その発音を笑いものにされていた時期があり、初対面の鳥とはできるだけ言葉少なく会話する癖がついている。

### でぶどりの出向先の会社
マルコ
テプテプ
取引先3兄弟
ズメックの主要取引先の三羽。実の兄弟ではないが、四六時中一緒にいて、同じ墓に入ると約束するほど仲がいいのでそう呼ばれている。
名前はそれぞれイヴァン(青)、ジェイコブズ(赤)、トラヴィス(緑)。トラヴィスが他の二羽に助けてもらったのが仲良くなったきっかけだという。

### でぶどり社長会社
メイプル
でぶどりのなんでも屋の新入社員（事務担当）。ズメックに在籍したままでぶどりの会社の事務周りを手伝っているひよ頼みを将来的に解消する目的により採用。しかし、入社1日目で、ひよから堅苦しい態度でなくてと良いとの指摘でネクタイを投げ捨てる、昼食や飲み会の誘いは業務外だとして拒否、一時的に不在となったでぶどりから指示された仕事の内容がわからないからと連絡も取らず放置して次の仕事を黙って待つ、定時前から片付けを始めて定時丁度に即帰宅するといった、真面目なのか不真面目なのかよく分からない行動をした上、その日のうちに退職代行サービスを利用して退職を申し出て、でぶどりの頭を悩ませる。しかし、深く考えずに退職を図ったことはすぐに後悔したらしく、翌日、忘れ物（投げ捨てたネクタイ）があること見つけたでぶどりがやさしい文面でもし必要なら取りに来てという内容をメール連絡したのをきっかけに思い直して退職撤回を申し出た。　
暫くして、ジャックが若者の声が聴きたいと、ズメック社員に混ざって、（ひよからの推薦で）ズメック社内会議に招かれるが、来客の応対がしっかりしていることや、自分と同年代のズメック若手社員がしっかり自分の意見を述べていることにショックを受けて帰社した（元は直帰を宣言していた）。
ドードーたち
でぶどりのなんでも屋の従業員たち（現場担当）。個別の氏名は、一羽だけ「ドド」という以外は不明（ドドが誰かも今となっては識別不能）。
ズメック社員旅行（と言いつつ、社員外枠ができており、でぶどりらも参加）訪問先である離島の原住民。水に濡れると命に関わるが、危険と隣り合わせで雨が多い地域で海上コテージの運営などの仕事をしている状況から、鳥国本島であれば雨に濡れない仕事もあるので来ればいいと提案されると、早速帰路に着くでぶどりらと一緒の便で鳥国本島に。
暫く自力で仕事を探していたが、行き詰まってあわよくば1羽でも採用して欲しいと藁にも縋る思いでなんでも屋を訪れたタイミングと、なんでも屋の鳥手不足（でぶどり1羽では手に負えない件数の依頼）のタイミングが一致し、でぶどりが即決で全員採用した。

### その他登場人物
カラスくん
でぶどりと同じ大学に通っていたカラス。一人称は「僕」。新卒時代からかなりのホワイト企業に勤めている（企業名は不明だが、烏鶏グループに属している企業である模様）。残業ができないことを退屈に思っている。自分が成長できていないような気がして、ひよに相談をしている。
おナス
ジャックに対して劣等感から敵対心を抱き、陰ながら邪魔をしていた鳥（野菜のナスをモチーフとしている）。一人称は「俺」。紫色の体に、茄子のヘタのようなものが頭の頂上についている。子供のトマとマトをかわいがっている子煩悩。ズメックの面接に参加したが、新卒枠であったため(「心はいつでも新卒」と言っていたが)不採用になり、そのまま元の会社で働いている。
ミシェル
ジャックの妻の白鳥。ジャックがかつて勤めていた会社の上司。外資系企業にヘッドハンティングをされ、のちに最高執行責任者（COO）になる。社内ではミシェルがいなくなったら経営陣の首が飛ぶと言われるほど重要な役割を担っている。その後、COOの役職を降り、自分で会社を作ることにしている。
オオトリ
ズメックの取引先の社長を務めている鳥。体が大きいため、会社のビルから出るときに部下に引っ張ってもらうことがあった。ジャックが入社した頃から共に仕事をしている。ルークとともに会社を立ち上げたが、会社のが大きくなるにつれ、他社の悪評を立ててその企業の仕事を吸収するなどの手法をとるようになっていたが、その手法についていけなくなって退職したルークとの再会により、非を認めて事業を吸収しようとしていたズメックに賠償することに。
ペギー
ピノの高校の同級生のペンギン。ピノの憧れの鳥で、再会時にピノはペギーに恋するように。高級アイス店にて、ピノに自分が彼のギターのファンであったこと、そのギターを自分の結婚式で弾いてほしいことを伝える。しかし、その予定されている結婚が不自然に延期され続けていて、政略結婚ではないかという噂も立つ。その真意を問おうとしたピノの説得もあり、「自分にウソをつくことに慣れてしまいたくない」と、結婚の取り決めを考え直すように自分から両親に働きかける。
チック
大学卒業後すぐ海外で起業し、ひよがしばらく手伝っていた友人の鳥。頭に割れた卵の殻を被っていて、感情が爆発した時などにそれを弾けさせる(その後自分で直している)。起業した会社は急成長を遂げ世界でも注目されているが、いかに効率的にたくさんのお金を稼ぐかばかりを考えるようになってしまい、小さな会社やそこで働く鳥たちをバカにするようになってしまう。鳥国(でぶどりたちの住む国)での活動をしようと、ひよを挑発してズメックから引き抜こうと「1万円を上限にどれだけ相手を喜ばせられるか対決」を仕掛けるが、ひよが「チックの会社に入る」という条件を提示したため勝負が不成立になり、引き抜きに失敗する。
ひよの姉
ひよの姉のひよこ。本名は不明。たびたびでぶどりのもとに住むひよを訪ねてきて、ひよからは「自分とは逆で論理ガン無視武闘派体育会系」「他鳥の領域にずけずけ入ってくる」と言われるなど、苦手意識を持たれている一方、タルトを朝から行列に並んで買ってくるなど、慕われてもいる。
カッパ
河童。ズメックの社員旅行で、先に来ていたピノと仲良くなり、（宿泊先の管理人でもあったことから）社員旅行中一緒に行動していた。でぶどりらと話すうちに外の世界で暮らすことに興味を持ち、でぶどりらと一緒に来た。
その後、（でぶどりらの手を借りながら）自分で仕事を探しつつ、ズメック社内には、社員・従業員ではないのにしょっちゅう現れており、関係者に「部外者がいる」とツッコまれはするものの追い出されはしていない。
カッパの種族は、彼（？）以外にも多数いるが、個別の氏名も「カッパ」であり、見た目の個人差はある程度あるものの、会話で「（個人の特徴など特定できる用語を冠することもなく）カッパが…カッパが…」とカッパたちは平気で会話して通じている（でぶどりらには識別不能）。上記のカッパに対しては、でぶどり達は愛称で「カッパっち」と呼んでいる（「でぶどりっち」と呼び合っている）。
カッパ大王
カッパ界の王だが、インスタで連絡を取り合ったり、初登場はキックボードに乗って現れるなど、「大王感ゼロ（でぶどり曰く）」。
しかし、大王らしく、カッパが紛失した頭の皿の場所を探知できる能力を持っている。
帝鳥堂社長
本名不明。ズメックの取引先の一つのである大手企業帝鳥堂の社長。息子のラリーをズメックにアルバイトとして潜入させ、機密情報などを自社で流用するためにスパイ活動をさせていた。しかし、証拠が残らないよう目視で情報を覚えさせるつもりだったのを、ラリーは機密資料の実物（とジャックが勘違いして一緒に収納していたカッパの予備皿）を持ち出してしまい、すぐにズメック社内で流出が発覚、更に持ち出す際にでぶどりに頼み込んで資料室を開けさせていたため、ラリーが実行犯であることもすぐに判明した。
一方、ラリーが資料を持ち出したことを知った社長は、ラリーに姿を隠すよう指示したり、資料を隠したり、資料返還を求めて帝鳥堂本社を訪れたズメックメンバーの携帯機器を遠隔で破壊するなどして誤魔化そうとしたが、ズメックメンバーの奔走及びでぶどりたちがこれまで出会ってきた鳥々からの助け、最終的にはラリーの自白と懺悔によって、認めざるを得なくなった。更には、その際の言い訳に含まれた失言を見逃さなかったひよからの激しい追及により、各種余罪も明らかにされて、最終的に逮捕された。

## 物語の舞台

### 会社
毎日でぶどりでは主にでぶどりが在籍する会社が物語の主な舞台となっている。

### でぶどりの前職のブラック企業
社内規則では、始業時間、休憩時間などの決まりは厳格だが、残業時間については規定がない。壁には、「残業禁止」「残業するならタイムカード切るべし」などと書かれているなど、サービス残業が常態化している。でぶどりたちの退職後、月に1回は土日両方休めるようになり、残業は60時間に減った（書籍では「サービス残業が半分に減った」となっている）。まるどりによるとこれでも労働環境は「かなりマシに」なっているという。
なお、でぶどり社長時代には、倒産してしまったようだ。

### 株式会社ズメック
ズメが起業した会社。ビルの6階を丸ごと借りていて、でぶどり達が在籍する部署のほかに経理部などの部署があり、未登場の社員も複数いる。ひよによると在宅勤務可能で週休3日制、年収は前職の倍近くになったという。フレックスタイム、ライフイベントに合わせた休暇や一時金の支給、資格取得など成長のための投資の全面的支援があり、社内託児所や無料の社員食堂の導入を予定している。実際に常設ではなく出張という形式ではあるがヒナ預り所を設置している。

### でぶどりが出向した会社
ズメック時代、でぶどりが出向を命じられた会社。ズメックの比較的近所にあるようだ。

### でぶどりが起業した会社
ズメック時代に、帝鳥堂の事件や大型プレゼン案件を乗り越えた後、でぶどりが自分にあった仕事をやりたいと思い立ち、ひよの提案協力を得て始めた副業（なんでも屋）の仕事が増えていったことで、このままか、副業を本職にするか、ズメック一本に戻すか迷ったが、ジャックやルークとの相談でも背中を押されたため、後（3年後？）にズメックを退社して独立。当初はどうやら個人事業主として仕事をしていたようだが、「社長という役職をやってみたい」（ひよ曰く）との願望で法人登記したらしく、願望通り社長に就任した。しかし、個人事業主時代から事務回りが手つかずで事業継続が困難になっていたため、ひよがヘルプ（ズメックに在籍したまま）に入っており、いずれはひよ頼みを解消することを目的として、メイプルを新卒採用した。ただし、独立以降も、ひよや、でぶどりと交際を始めたパロを始めとしたズメック社員との交流を始め、ズメックを舞台としたストーリー展開が挿し込まれている。

## 単行本「会社員でぶどり」
- 橋本ナオキ 『会社員でぶどり』 産業編集センター〈SHCブックス〉、全10巻
  - 1巻　2019年3月13日発売[95]、ISBN 978-4-86311-218-6
  - 2巻　2019年9月13日発売[96]、ISBN 978-4-86311-237-7
  - 3巻　2020年3月13日発売[97]、ISBN 978-4-86311-258-2
  - 4巻　2020年8月28日発売[98]、ISBN 978-4-86311-270-4
  - 5巻　2021年4月15日発売[99]、ISBN 978-4-86311-294-0
  - 5.5巻　2021年5月21日発売[100]、ISBN 978-4-86311-297-1 (公式ファンブック)
  - 6巻　2021年9月15日発売[101]、ISBN 978-4-86311-311-4
  - 7巻　2022年7月13日発売[102]、ISBN 978-4-86311-336-7
  - 8巻　2023年4月15日発売[103]、ISBN 978-4-86311-360-2
  - 9巻　2023年12月13日発売[104]、ISBN 978-4-86311-388-6
  - 10巻　2024年10月16日発売[105]、ISBN 978-4-86311-421-0

## アニメ「毎日でぶどり」
作者の橋本ナオキがYouTubeのでぶどりチャンネルでアニメ化している。過去の漫画に音声をつけただけのものから、新しく描きなおしたものまでと様々な種類がある。登場人物の声は橋本と藤木、小林、山ちゃんが担当しており、BGMは藤木と小林が作曲している。
作者によると、始めは独学で作っていたものの、最近(2019年12月時点)では質の向上のため動画の専門学校に通っているとのこと。

## ラジオ番組「でぶどりラジオ」
2020年1月29日、毎週月曜日に作者が司会を務めるラジオ番組「でぶどりラジオ」が放送されている。
2020年4月18日、毎週水曜日にでぶどりラジオの生放送が始まった。生放送第3回の2020年4月29日から第11回の2020年5月6日まで8日連続生放送。その後、不定期で生放送はされている。
ゲストとして藤木が初回から連続出演している。また、小林もゲストとして出演することがある。なお、BGMはアニメ内で使われている楽曲と同じものが使われている。